# Coupe de Russie 2008
Navigation
Édition précédente Édition suivante
La Coupe de Russie est une compétition internationale de patinage artistique qui se déroule en Russie au cours de l'automne. Elle accueille des patineurs amateurs de niveau senior dans quatre catégories: simple messieurs, simple dames, couple artistique et danse sur glace.
La treizième Coupe de Russie est organisée du 20 au 23 novembre 2008 à la Megasport Arena de Moscou. Elle est la cinquième compétition du Grand Prix ISU senior de la saison 2008/2009.

## Résultats

### Messieurs
| Rang | Nom                  | Pays       | Points | Programme court | Programme court | Programme libre | Programme libre |
| ---- | -------------------- | ---------- | ------ | --------------- | --------------- | --------------- | --------------- |
| 1    | Brian Joubert        | France     | 230.78 | 1               | 86.10           | 4               | 144.68          |
| 2    | Tomáš Verner         | Tchéquie   | 222.94 | 2               | 73.20           | 1               | 149.74          |
| 3    | Alban Préaubert      | France     | 219.08 | 4               | 71.60           | 3               | 147.48          |
| 4    | Jeremy Abbott        | États-Unis | 217.48 | 6               | 68.80           | 2               | 148.68          |
| 5    | Adam Rippon          | États-Unis | 207.93 | 3               | 71.62           | 5               | 136.31          |
| 6    | Kevin Van Der Perren | Belgique   | 199.13 | 5               | 69.68           | 7               | 129.45          |
| 7    | Sergey Voronov       | Russie     | 190.31 | 12              | 58.50           | 6               | 131.81          |
| 8    | Kristoffer Berntsson | Suède      | 185.07 | 7               | 66.21           | 9               | 118.86          |
| 9    | Artem Borodulin      | Russie     | 180.04 | 11              | 58.84           | 8               | 121.20          |
| 10   | Alexander Uspenski   | Russie     | 174.24 | 9               | 62.60           | 10              | 111.64          |
| 11   | Li Chengjiang        | Chine      | 163.60 | 8               | 62.95           | 12              | 100.65          |
| 12   | Vaughn Chipeur       | Canada     | 161.49 | 10              | 59.60           | 11              | 101.89          |

### Dames
| Rang | Nom              | Pays         | Points | Programme court | Programme court | Programme libre | Programme libre |
| ---- | ---------------- | ------------ | ------ | --------------- | --------------- | --------------- | --------------- |
| 1    | Carolina Kostner | Italie       | 170.72 | 2               | 57.02           | 1               | 113.70          |
| 2    | Rachael Flatt    | États-Unis   | 166.06 | 3               | 55.92           | 2               | 110.14          |
| 3    | Fumie Suguri     | Japon        | 162.04 | 1               | 58.30           | 3               | 103.74          |
| 4    | Alissa Czisny    | États-Unis   | 151.03 | 5               | 53.50           | 4               | 97.53           |
| 5    | Alena Leonova    | Russie       | 145.93 | 7               | 50.96           | 5               | 94.97           |
| 6    | Jelena Glebova   | Estonie      | 140.67 | 6               | 51.02           | 6               | 89.65           |
| 7    | Júlia Sebestyén  | Hongrie      | 131.54 | 4               | 53.64           | 10              | 77.90           |
| 8    | Kimmie Meissner  | États-Unis   | 131.36 | 8               | 48.08           | 7               | 83.28           |
| 9    | Kim Na-young     | Corée du Sud | 125.95 | 10              | 43.26           | 8               | 82.69           |
| 10   | Nina Petushkova  | Russie       | 125.61 | 9               | 43.30           | 9               | 82.31           |

### Couples
| Rang | Nom                                     | Pays    | Points | Programme court | Programme court | Programme libre | Programme libre |
| ---- | --------------------------------------- | ------- | ------ | --------------- | --------------- | --------------- | --------------- |
| 1    | Zhang Dan / Zhang Hao                   | Chine   | 177.42 | 1               | 67.06           | 2               | 110.36          |
| 2    | Yuko Kavaguti / Alexandre Smirnov       | Russie  | 169.27 | 2               | 58.76           | 1               | 110.51          |
| 3    | Tatiana Volosozhar / Stanislav Morozov  | Ukraine | 167.86 | 3               | 58.34           | 3               | 109.52          |
| 4    | Lubov Iliushechkina / Nodari Maisuradze | Russie  | 150.79 | 5               | 49.96           | 4               | 100.83          |
| 5    | Ksenia Ozerova / Aleksandr Enbert       | Russie  | 147.88 | 4               | 52.26           | 5               | 95.62           |
| 6    | Monica Pisotta / Michael Stewart        | Canada  | 129.33 | 6               | 47.86           | 6               | 81.47           |
| 7    | Amanda Velenosi / Mark Fernandez        | Canada  | 98.85  | 7               | 35.56           | 8               | 63.29           |
| 8    | Ekaterina Sokolova / Fedor Sokolov      | Israël  | 97.73  | 8               | 31.06           | 7               | 66.67           |

### Danse sur glace
| Rang | Nom                                     | Pays       | Points | Danse imposée | Danse imposée | Danse originale | Danse originale | Danse libre | Danse libre |
| ---- | --------------------------------------- | ---------- | ------ | ------------- | ------------- | --------------- | --------------- | ----------- | ----------- |
| 1    | Jana Khokhlova / Sergey Novitski        | Russie     | 187.62 | 2             | 36.19         | 1               | 59.33           | 1           | 92.10       |
| 2    | Oksana Domnina / Maksim Chabaline       | Russie     | 184.66 | 1             | 38.77         | 2               | 58.64           | 3           | 87.25       |
| 3    | Meryl Davis / Charlie White             | États-Unis | 170.61 | 3             | 35.77         | 8               | 43.68           | 2           | 91.16       |
| 4    | Anna Cappellini / Luca Lanotte          | Italie     | 169.76 | 4             | 32.57         | 3               | 54.25           | 4           | 82.94       |
| 5    | Alexandra Zaretski / Roman Zaretski     | Israël     | 151.43 | 7             | 29.33         | 7               | 45.99           | 5           | 76.11       |
| 6    | Katherine Copely / Deividas Stagniūnas  | Lituanie   | 151.19 | 6             | 29.57         | 5               | 47.65           | 7           | 73.97       |
| 7    | Anastasia Platonova / Alexander Grachev | Russie     | 151.14 | 8             | 28.46         | 6               | 47.04           | 6           | 75.64       |
| 8    | Anna Zadorozhniuk / Sergei Verbillo     | Ukraine    | 145.72 | 5             | 30.16         | 4               | 48.38           | 10          | 67.18       |
| 9    | Allie Hann-McCurdy / Michael Coreno     | Canada     | 138.51 | 9             | 26.43         | 9               | 41.49           | 8           | 70.59       |
| 10   | Zoé Blanc / Pierre-Loup Bouquet         | France     | 132.28 | 10            | 24.43         | 10              | 40.47           | 9           | 67.38       |

## Sources
- Résultats de la Coupe de Russie 2008 sur le site de l'ISU
- Patinage Magazine N°115 (Décembre 2008-Janvier 2009)